# Труфанов, Владимир Алексеевич
Влади́мир Алексе́евич Труфа́нов (6 ноября 1931, Центрально-Чернозёмная область) — составитель поездов станции Никитовка Донецкой железной дороги, Донецкая область, Украинская ССР. Герой Социалистического Труда (1976).

## Биография
Родился в 1931 году в одном из населённых пунктов Центрально-Чернозёмной области (на территории современной Липецкой области). После срочной службы в Советской Армии в первой половине 1950-х годов трудился проходчиком на шахте «Никитовка» (с 1968 года — имени Изотова) в Горловке, затем работал сцепщиком вагонов, составителем поездов на сортировочной станции Никитовка. Ежегодно показывал высокие трудовые результаты. По итога работы в годы Восьмой пятилетки (1966—1970) награждён Орденом Трудового Красного Знамени.
Одним из первых среди железнодорожников откликнулся на призыв горняка Виктора Довбыша досрочно завершить плановые задания Девятая пятилеткаДевятой пятилетки (1971—1975).
Указом Президиума Верховного Совета СССР от 5 марта 1976 года удостоен звания Героя Социалистического Труда за «выдающиеся заслуги, достигнутые в выполнении заданий девятой пятилетки и социалистических обязательств».
После выхода на пенсию проживал в Горловке.

## Награды
- Герой Социалистического Труда
- Орден Ленина
- Орден Трудового Красного Знамени (04.05.1971)